# UPA-Północ
UPA-Północ – grupa (generalny obwód wojskowy – HWO) Ukraińskiej Powstańczej Armii, utworzona w listopadzie 1943 roku z oddziałów UPA działających na terenie Wołynia i Polesia.
Dowódcą UPA-Północ został mianowany płk Dmytro Klaczkiwski „Kłym Sawur”.
Grupa UPA-Północ składała się z trzech okręgów wojskowych (WO):
- I WO Turiw
- II WO Zahrawa
- III WO Wołyń-Południe (Tjutjunnyk)

W kwietniu 1944 roku w skład grupy wchodziły kurenie: „Storczana”, „Mamaja”, „Dyka”, „Doksa”, „Dowbenka”, „Buwałoho”, „Andrija Szuma”, „Zalizniaka”, oraz sotnia „Wańki”.
W sierpniu 1944 wskutek wielkich strat została zreorganizowana, i składała się od tej pory z dwóch WO: Zawychost i 444.